# Fietsenstalling Stationsplein (Amsterdam)
De Fietsenstalling Stationsplein is de grootste fietsenstalling in Amsterdam. De stalling is gelegen onder het Open Havenfront bij Station Amsterdam Centraal.
De fietsenstalling is gelegen onder het water van het Open Havenfront, tussen het Stationsplein en de Prins Hendrikkade. De hoofdingang is gelegen aan de Prins Hendrikkade ter hoogte van de Martelaarsgracht en de Westelijke Toegangsbrug. 

## Faciliteiten
De stalling biedt plaats aan 7.000 fietsen. Er is geen plaats voor bakfietsen, fatbikes en scooters. Wel zijn er speciale plekken voor fietsen met een kratje of kinderzitje. De hoofdentree gebruikt zes rolpaden om van de straat de dieper gelegen entree te bereiken. Aan de entree bevindt zich een fietswerkplaats en een winkel voor fietsbenodigdheden. Er is ook een trap beschikbaar, die toegang biedt tot een commerciële ruimte op een tussenniveau. Gebruikers van de stalling dienen met een OV-chipkaart in te checken bij voor fiets geschikte OV-poortjes. De eerste 24 uur kan de fiets gratis gestald worden. Langer stallen zal verrekend en afgeschreven worden als men weer uitcheckt. Abonnementen en speciale 'fietstags' voor de poortjes zijn beschikbaar.
De stalling kent een directe verbinding met de hal van de metro, vanwaar ook de Cuypershal van het Centraal Station overdekt bereikt kan worden. Speciale hekwerken zorgen er hier voor dat fietsen niet aan deze kant de stalling uit kunnen.
De stalling zelf is 24 uur per dag geopend. De doorgang naar het metrostation sluit nadat de laatste metro vertrokken is.

## Ontwerp
De bouw startte in de zomer van 2018 en werd na ruim vier jaar voltooid. In de beginperiode werd de bouwkuip gemaakt en een deel van de Prins Hendrikkade, wat vroeger het Prins Hendrikplantsoen was, afgegraven. Deze werd vervolgens onderheid en bedekt met onderwaterbeton. Vevolgens werd het water van het Open Havenfront weggepompt. In de bouwput werd de stalling gebouwd, waarna het water terugkeerde. Boven de stalling liggen na oplevering opnieuw steigers voor rondvaartboten.
Het ontwerp van deze fietsenstalling in het centrum van Amsterdam werd door de Gemeente Amsterdam uitbesteed aan Wurck (grafisch wUrck), een Rotterdams architectenbureau dat architectuur, stedenbouw en landschap combineert. Aannemer was Max Bögl, bekend van de metrowerken in Amsterdam. De stalling kwam negen meter onder het maaiveldniveau te liggen. Wurck omschreef het ontwerp van stalling zelf als een oester; grof, donker en robuust van buiten, van binnen glad, licht en intiem. Die oestervorm leidt naar een onderwatergevoel, dat versterkt wordt door horizon (glazen wand), parel (afgeronde kolommen) en oculi (ronde plafondverlichting).

### Kunst

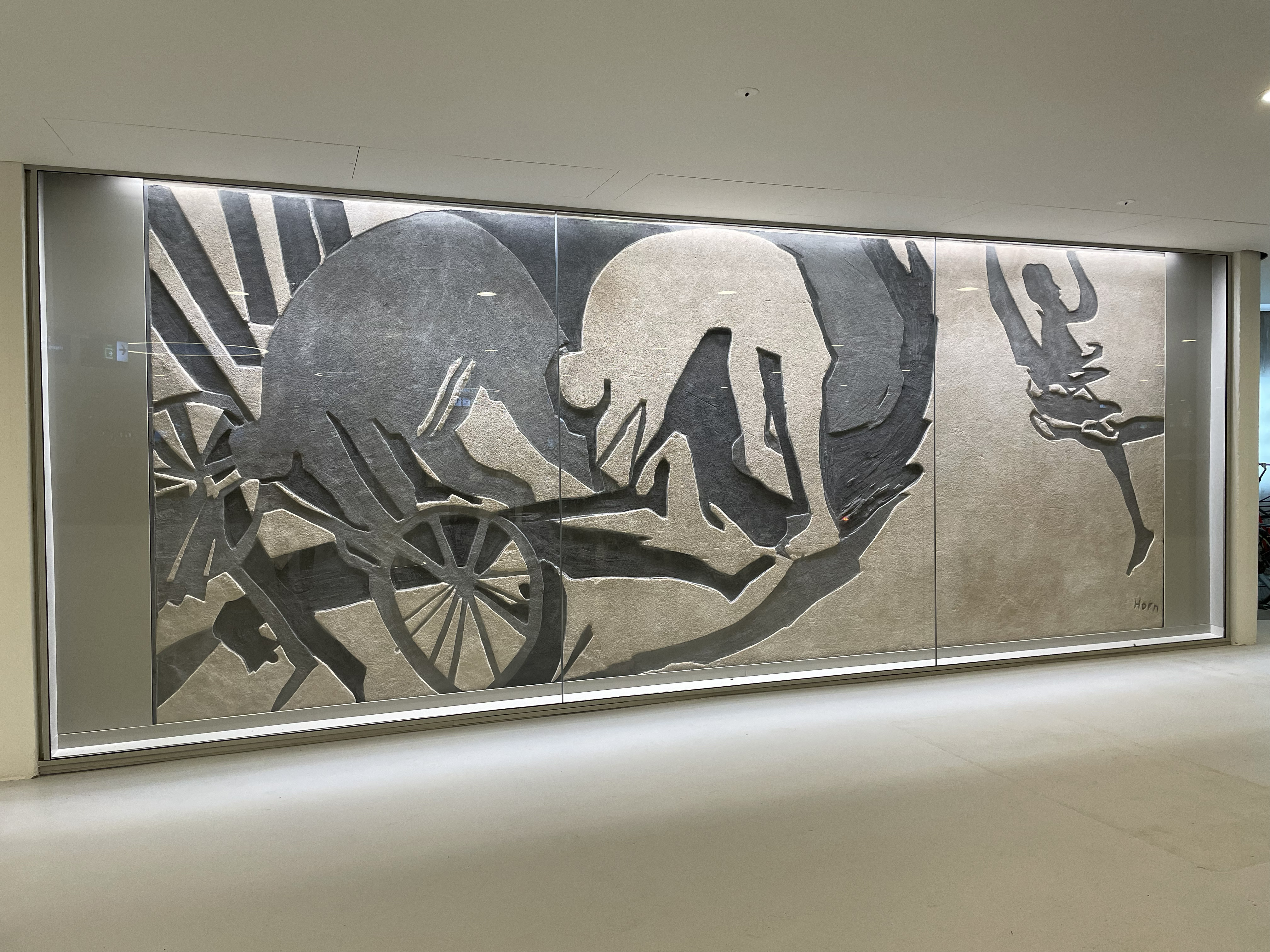
Het straatongeluk (1965) van Lex Horn (1916 - 1968)

In een samenwerking met het Amsterdam Museum werd het kunstwerk langs de (glas)wanden samengesteld, dat de stapsgewijze groei van de stad uitbeeldt door middel van collages samengesteld uit kleine historische beelden en foto's.
Daarnaast zijn er ook een tweetal sgraffito-tableaus van kunstenaar Lex Horn geplaatst ("Het straatongeluk" en "Het laboratoriumonderzoek"). Beide werken meten drie bij zeven meter en wegen 13.000 kilo. Ze waren eerst geplaatst in het Jan Swammerdam Instituut, maar voor de sloop in 2004 al verwijderd en bewaard in het gemeentelijk depot. In 2016 kwam de gemeente Amsterdam met de mededeling dat ze opnieuw geplaatst konden worden. In samenwerkingen met dochter Meinke Horn werden de sgrafitto's gerestaureerd (er zaten gaten van boorpluggen in) en konden na renovatie geplaatst worden worden in de fietsenstalling.

## Fietsparkeren in de omgeving
Op 22 februari 2023 komt ook Fietsenstalling IJboulevard, ontworpen door VenhoevenCS in gebruik aan de noordzijde van het Centraal Station, onder het water van het IJ langs de De Ruijterkade. Hier kunnen 4.000 fietsen worden gestald.
De beide nieuwe stallingen zijn mede bedoeld als vervanging van de Fietsflat, die sinds 2001 aan de westkant van het Stationsplein staat, boven het water van het Open Havenfront. De Fietsflat is sinds 30 januari 2023 gesloten. Het is nog niet bekend wat er met de Fietsflat gaat gebeuren.
Naast de twee nieuwe stallingen zijn er twee al langer bestaande fietsenstallingen in het stationsgebouw; Stationsplein Oost en IJzijde West. In de komende jaren worden er tot 2030 nog 9.000 fietsparkeerplekken bijgebouwd onder het oostelijke deel van het Centraal Station in fietsenstalling Stationsplein Oost. Omdat deze wordt gebouwd tijdens een renovatie van het stationsgebouw, moest overlegd worden met ProRail

## Afbeeldingen

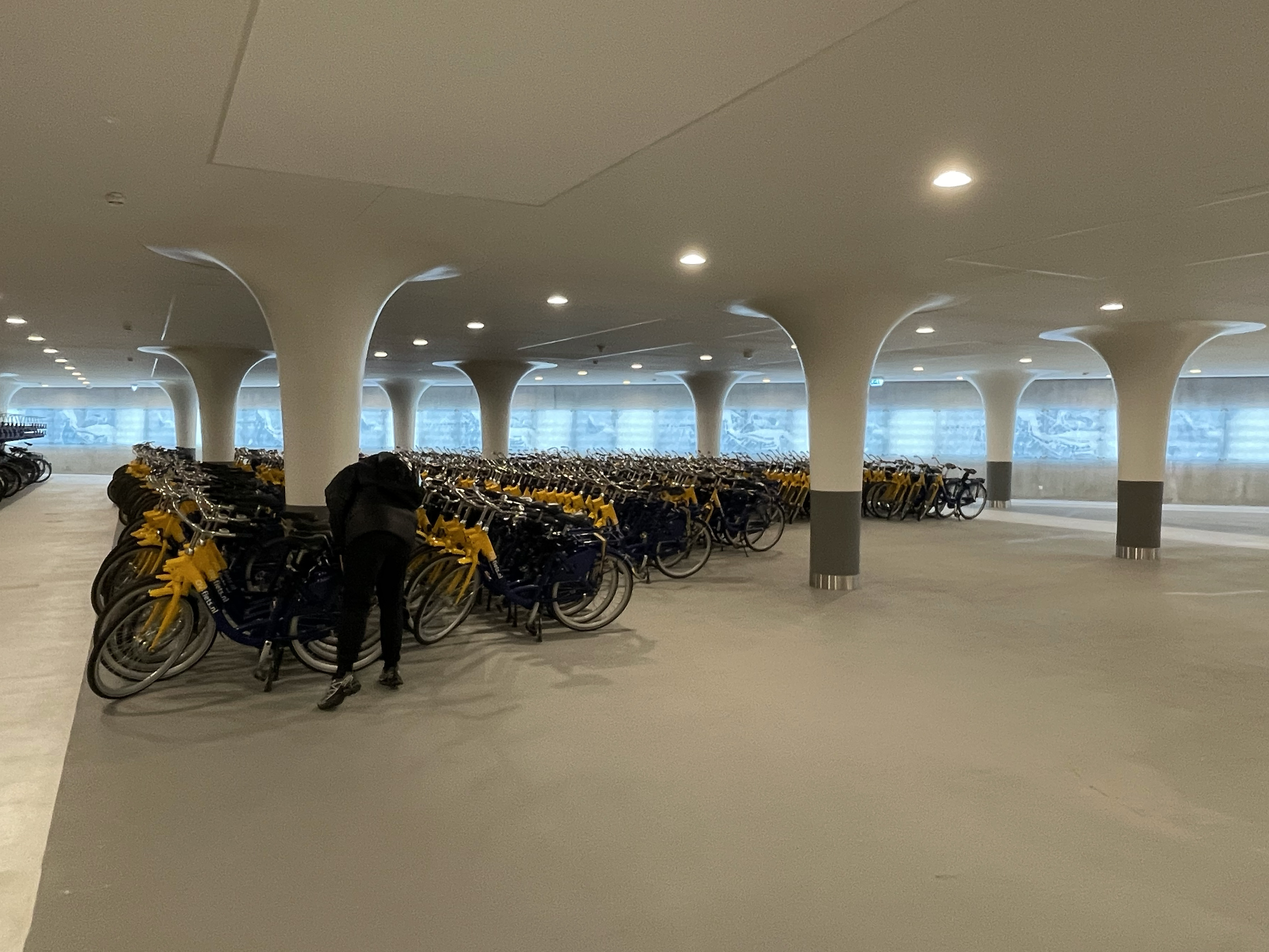
Uitgiftepunt voor OV-fietsen (februari 2023)
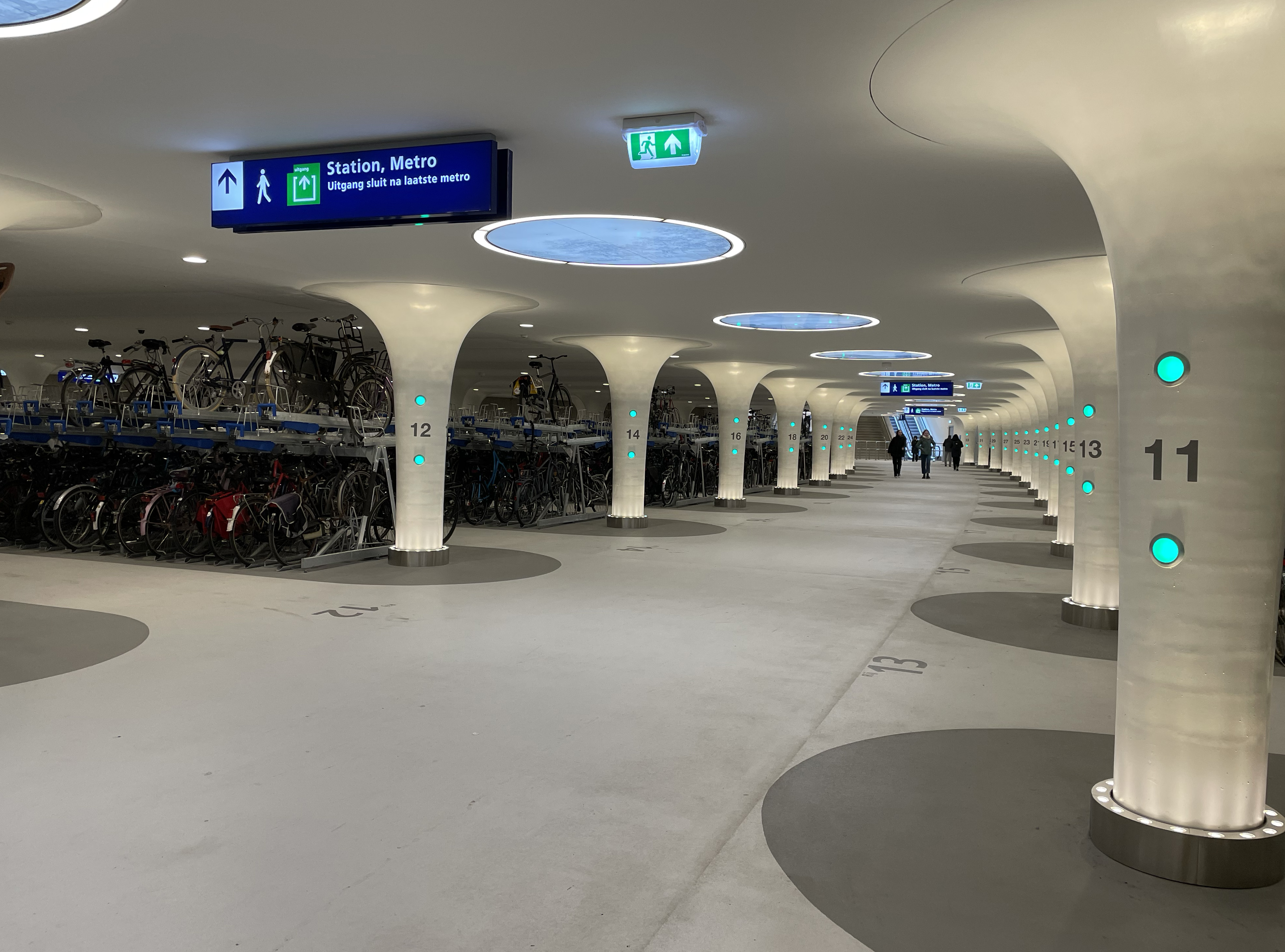
Centraal pad door de stalling dat de twee entrees met elkaar verbindt (februari 2023)
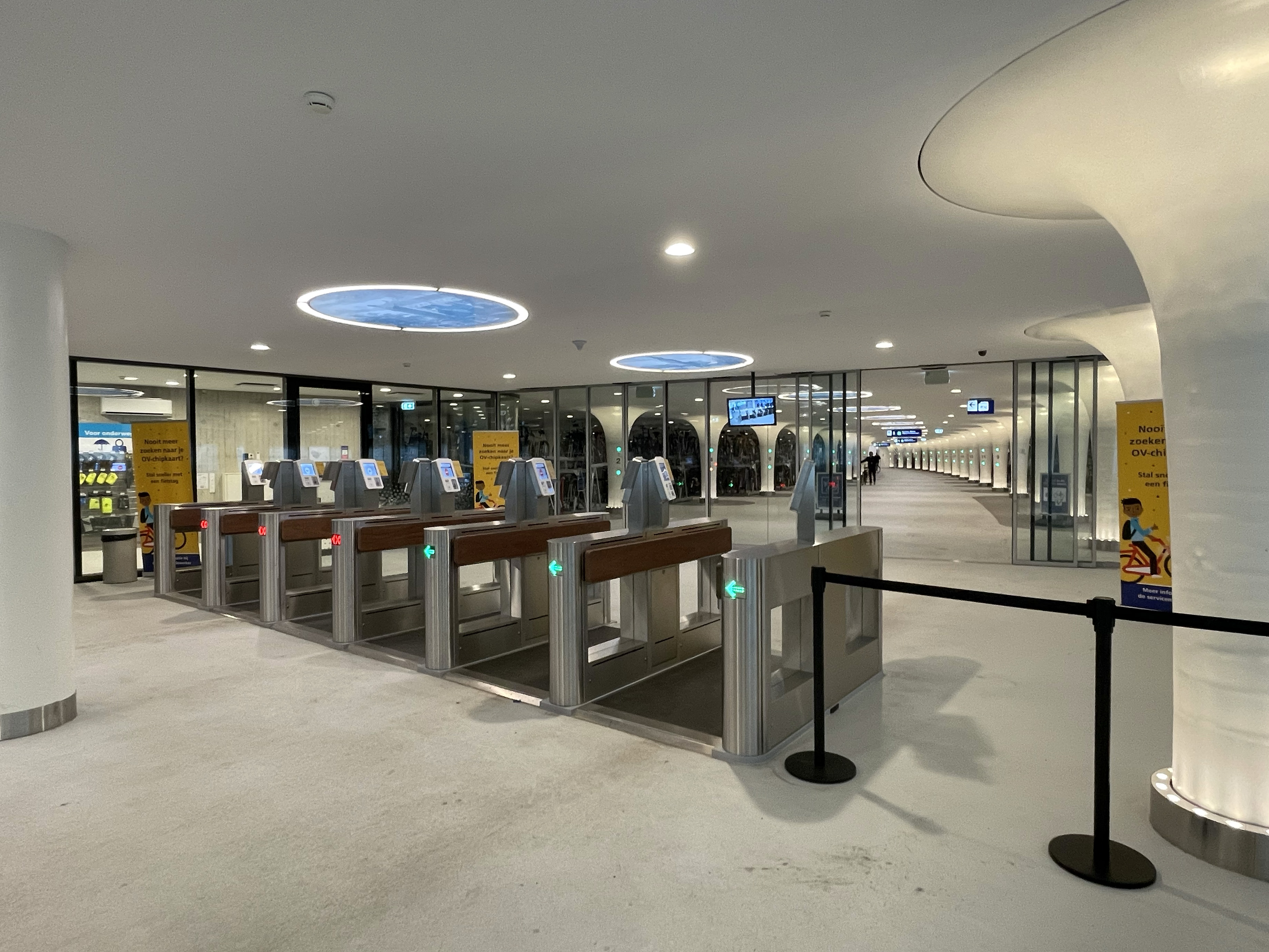
Hoofdentree van de stalling met entreepoortjes nabij de rolpaden (februari 2023)
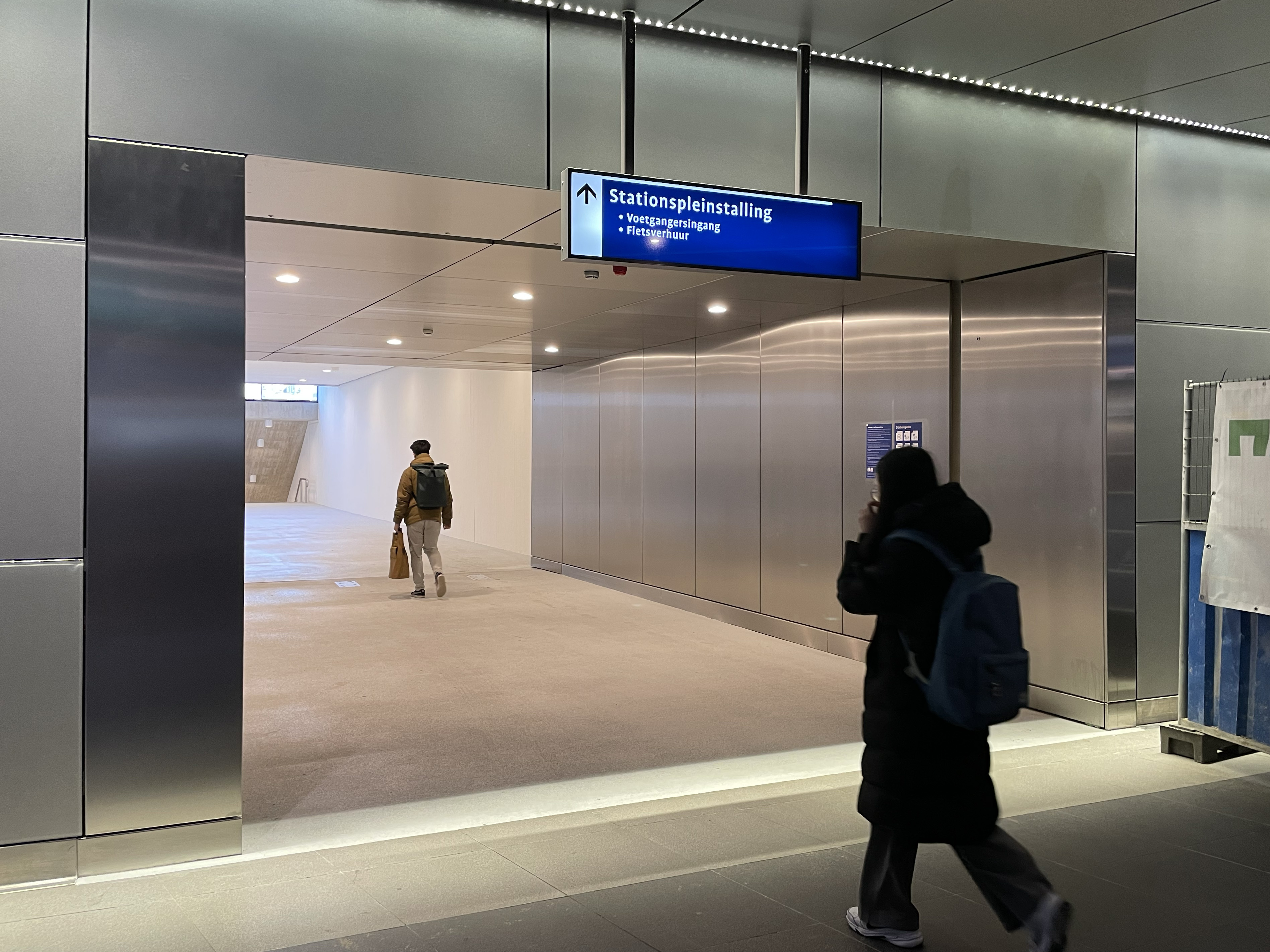
De ingang naar de stalling gezien vanuit de metrohal (februari 2023)
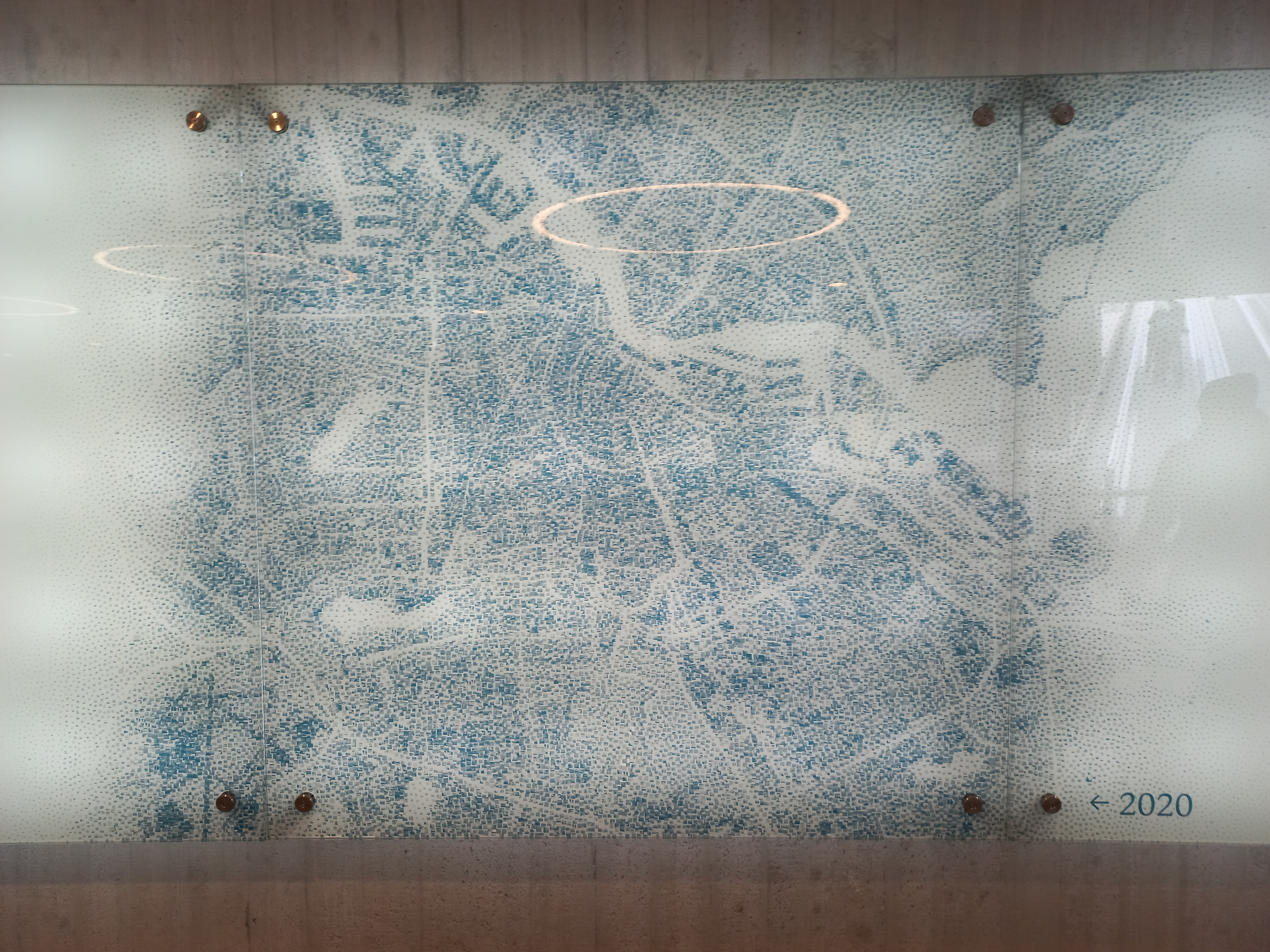
Stadsplattegrond 2020 (maart 2023)